# Copa Sanwa Bank de 1994
A Copa Sanwa Bank de 1994 foi a primeira edição desta competição de futebol. Foi disputada entre o Tokyo Verdy, na época Verdy Kawasaki, campeão da J. League em 1993 e bicampeão da Copa da Liga Japonesa em 1992 e 1993, e o Gimnasia y Esgrima, campeão da Copa Centenario de la AFA. O Gimnasia y Esgrima foi o primeiro clube americano a disputar este torneio.
Esta edicação contou com o maior público de todas as edições da Copa Sanwa Bank, mais de 45 mil espectadores assistiram a partida no estádio Nacional de Tóquio.

## Participantes
| Tokyo Verdy        |  | Campeão da J. League: 1993                 |
| Gimnasia y Esgrima |  | Campeão da Copa Centenario de la AFA: 1993 |

## Final
| 26 de fevereiro de 1994 | Tokyo Verdy | 2 - 2 (4 - 2 G.P.) | Gimnasia y Esgrima | Estádio Nacional de Tóquio, Tóquio (Japão) |
|                         |             |                    |                    | Público: 45,617                            |

| Tokyo Verdy | Gimnasia y Esgrima |

| TOKYO VERDY:  |  |
|               |  |
| G             |  |
| LD            |  |
| Z             |  |
| Z             |  |
| LE            |  |
| V             |  |
| V             |  |
| M             |  |
| M             |  |
| A             |  |
| A             |  |
| Substituição: |  |
| Treinador:    |  |

| GIMNASIA Y ESGRIMA: |  |
|                     |  |
| G                   |  |
| LD                  |  |
| Z                   |  |
| Z                   |  |
| LE                  |  |
| V                   |  |
| V                   |  |
| M                   |  |
| M                   |  |
| A                   |  |
| A                   |  |
| Substituição:       |  |
| Treinador:          |  |

| Copa Sanwa Bank 1994            |
| ------------------------------- |
| Tokyo Verdy Campeão (1º título) |